# Listă de nume românești - litera Ș
Această pagină, supusă continuu îmbunătățirii, conține peste 800 de nume de familie românești care încep cu litera Ș.
| Șa - Șabac (wikt) - Șaganai (wikt) - Șagău (wikt) - Șaghi (wikt) - Șagovici (wikt) - Șagu (wikt) - Șaguna (wikt) - Șahian (wikt) - Șahighian (wikt) - Șaigău (wikt) - Șaim (wikt) - Șaimac (wikt) - Șain (wikt) - Șaitiș (wikt) - Șaitoar (wikt) - Șalapa (wikt) - Șalapă (wikt) - Șalău (wikt) - Șalariu (wikt) - Șalcău (wikt) - Șalgău (wikt) - Șalin (wikt) - Șaluparu (wikt) - Șalvar (wikt) - Șalvari (wikt) - Șamanțu (wikt) - Șamotă (wikt) - Șamșodan (wikt) - Șamșudean (wikt) - Șamu (wikt) - Șandor (wikt) - Șandra (wikt) - Șandrău (wikt) - Șandrea (wikt) - Șandri (wikt) - Șandru (wikt) - Șania (wikt) - Șanț (wikt) - Șanta (wikt) - Șapcă (wikt) - Șapcaliu (wikt) - Șapira (wikt) - Șapte-boi (wikt) - Șaptebani (wikt) - Șapteboi (wikt) - Șaptecare (wikt) - Șaptefrați (wikt) - Șaptelei (wikt) - Șara (wikt) - Șarambei (wikt) - Șaramet (wikt) - Șaran (wikt) - Șarapatin (wikt) - Șarba (wikt) - Șarcă (wikt) - Șarcani (wikt) - Șarga (wikt) - Șargan (wikt) - Șargu (wikt) - Șari (wikt) - Șarlă (wikt) - Șarlău (wikt) - Șarlea (wikt) - Șarpe (wikt) - Șaru (wikt) - Șașcâm (wikt) - Șașcim (wikt) - Șata (wikt) - Șatran (wikt) - Șatruc (wikt) | Șă - Șăin (wikt) - Șăineanu (wikt) - Șăitan (wikt) - Șăitău (wikt) - Șălariu (wikt) - Șălaru (wikt) - Șămanț (wikt) - Șăndrean (wikt) - Șăndrianu (wikt) - Șărban (wikt) - Șărdean (wikt) - Șăucă (wikt) - Șăulean (wikt) | Șc - Șcarlii (wikt) - Șcheau (wikt) - Șchianu (wikt) - Șchiau (wikt) - Șchiop (wikt) - Șchiopan (wikt) - Șchiopca (wikt) - Șchiopea (wikt) - Șchiopescu (wikt) - Șchiopoaei (wikt) - Șchiopotă (wikt) - Șchiopu (wikt) - Șchiopulescu (wikt) - Șchiriac (wikt) - Șciop (wikt) - Șciopu (wikt) - Șciuca (wikt) - Școban (wikt) - Școflea (wikt) - Școlescu (wikt) - Șcrab (wikt) - Șcurei (wikt) - Șcutcă (wikt) | Șd - Șderu (wikt) - Șdira (wikt) - Șdirea (wikt) - Șdreală (wikt) | Șe - Șeandrea (wikt) - Șearpe (wikt) - Șeban (wikt) - Șebu (wikt) - Șeclăman (wikt) - Șecman (wikt) - Șefciuc (wikt) - Șefer (wikt) - Șefrea (wikt) - Șefu (wikt) - Șega (wikt) - Șegărceanu (wikt) - Șehuța (wikt) - Șeica (wikt) - Șeican (wikt) - Șeicărescu (wikt) - Șeicaru (wikt) - Șeiculescu (wikt) - Șeiman (wikt) - Șein (wikt) - Șeineanu (wikt) - Șeitan (wikt) - Șeitănescu (wikt) - Șelariu (wikt) - Șelaru (wikt) - Șelea (wikt) - Șelescu (wikt) - Șelever (wikt) - Șelimărean (wikt) - Șelu (wikt) - Șemcu (wikt) - Șemlecan (wikt) - Șenchea (wikt) - Șencu (wikt) - Șendrea (wikt) - Șendrescu (wikt) - Șendrilaru (wikt) - Șendriuc (wikt) - Șendroiu (wikt) - Șendroni (wikt) - Șendrulescu (wikt) - Șepețan (wikt) - Șepețean (wikt) - Șeptar (wikt) - Șeptelean (wikt) - Șeptilici (wikt) - Șera (wikt) - Șerac (wikt) - Șeran (wikt) - Șerău (wikt) - Șerb (wikt) - Șerban (wikt) - Șerbana (wikt) - Șerbănache (wikt) - Șerbănat (wikt) - Șerbănați (wikt) - Șerbănciu (wikt) - Șerbăneci (wikt) - Șerbănel (wikt) - Șerbănescu (wikt) - Șerbănete (wikt) - Șerbănică (wikt) - Șerbăniță (wikt) - Șerbaniuc (wikt) - Șerbănoiu (wikt) - Șerbanovici (wikt) - Șerbănucă (wikt) - Șerbănuț (wikt) - Șerbănuță (wikt) - Șerbenco (wikt) - Șerbesc (wikt) - Șerbescu (wikt) - Șerboane (wikt) - Șerboiu (wikt) - Șerbotei (wikt) - Șerbovan (wikt) - Șerbu (wikt) - Șerbui (wikt) - Șerbulea (wikt) - Șerbulescu (wikt) - Șercăianu (wikt) - Șercău (wikt) - Șerdan (wikt) - Șerdean (wikt) - Șerdeanu (wikt) - Șerdeleanu (wikt) - Șerdin (wikt) - Șere (wikt) - Șeremet (wikt) - Șerenec (wikt) - Șerengău (wikt) - Șereș (wikt) - Șerfezeu (wikt) - Șerpar (wikt) - Șerpe (wikt) - Șerpescu (wikt) - Șerpoi (wikt) - Șerpoianu (wikt) - Șervenschi (wikt) - Șes (wikt) - Șesan (wikt) - Șest (wikt) - Șestaliuc (wikt) - Șestun (wikt) - Șetran (wikt) - Șetraru (wikt) - Șețu (wikt) - Șeu (wikt) - Șeucan (wikt) - Șeulean (wikt) - Șeuleanu (wikt) - Șeușan (wikt) - Șevan (wikt) | Șf - Șfabu (wikt) - Șfagău (wikt) - Șfaițer (wikt) - Șfeica (wikt) - Șfichi (wikt) - Șfichiu (wikt) | Șg - Șgaroiu (wikt) | Și - Șiadbei (wikt) - Șibu (wikt) - Șica (wikt) - Șică (wikt) - Șichet (wikt) - Șiclovan (wikt) - Șicol (wikt) - Șidon (wikt) - Șidor (wikt) - Șieuan (wikt) - Șigăuan (wikt) - Șigovan (wikt) - Șil (wikt) - Șilcă (wikt) - Șilcău (wikt) - Șildan (wikt) - Șillo (wikt) - Șilțer (wikt) - Șima (wikt) - Șiman (wikt) - Șimandan (wikt) - Șimăndan (wikt) - Șimăndean (wikt) - Șimandi (wikt) - Șimeanu (wikt) - Șimoaică (wikt) - Șimoc (wikt) - Șimoiu (wikt) - Șimonca (wikt) - Șimonia (wikt) - Șimu (wikt) - Șimulanschi (wikt) - Șinai (wikt) - Șinca (wikt) - Șincă (wikt) - Șincai (wikt) - Șincan (wikt) - Șincar (wikt) - Șincari (wikt) - Șincu (wikt) - Șinculeț (wikt) - Șindelaru (wikt) - Șindrilă (wikt) - Șindrilariu (wikt) - Șindrilaru (wikt) - Șinka (wikt) - Șionean (wikt) - Șioneanu (wikt) - Șipa (wikt) - Șipanu (wikt) - Șipețan (wikt) - Șipoș (wikt) - Șipoși (wikt) - Șipot (wikt) - Șipoteanu (wikt) - Șircă (wikt) - Șireagu (wikt) - Șiri (wikt) - Șirian (wikt) - Șirianu (wikt) - Șirlincan (wikt) - Șirm (wikt) - Șișac (wikt) - Șișcă (wikt) - Șișcan (wikt) - Șișcanu (wikt) - Șișchin (wikt) - Șișea (wikt) - Șișman (wikt) - Șișmanian (wikt) - Șișu (wikt) - Șițaru (wikt) - Șiteanu (wikt) - Șiu (wikt) - Șiuinea (wikt) - Șiulean (wikt) - Șivoi (wikt) |

| Șl - Șleahtici (wikt) - Șleam (wikt) - Șleapcă (wikt) - Șleghel (wikt) - Șlegher (wikt) - Șlepac (wikt) - Șleșar (wikt) - Șlincu (wikt) - Șlir (wikt) | Șm - Șmetec (wikt) - Șmira (wikt) | Șn - Șnabel (wikt) - Șnaider (wikt) - Șneapotă (wikt) - Șnep (wikt) | Șo - Șoacă (wikt) - Șoagăr (wikt) - Șoaită (wikt) - Șoaitiș (wikt) - Șoană (wikt) - Șoancă (wikt) - Șoarece (wikt) - Șoavă (wikt) - Șobache (wikt) - Șobea (wikt) - Șobraneschi (wikt) - Șocae (wikt) - Șocariciu (wikt) - Șocat (wikt) - Șocu (wikt) - Șod (wikt) - Șodinca (wikt) - Șodolescu (wikt) - Șodrîngă (wikt) - Șofan (wikt) - Șofariu (wikt) - Șofei (wikt) - Șofineți (wikt) - Șoflete (wikt) - Șofonea (wikt) - Șofrac (wikt) - Șofran (wikt) - Șofranu (wikt) - Șofron (wikt) - Șofronea (wikt) - Șofronescu (wikt) - Șofroni (wikt) - Șogor (wikt) - Șogorescu (wikt) - Șogoru (wikt) - Șoic (wikt) - Șoica (wikt) - Șoichin (wikt) - Șoicu (wikt) - Șoigan (wikt) - Șoim (wikt) - Șoima (wikt) - Șoiman (wikt) - Șoimărescu (wikt) - Șoimaru (wikt) - Șoimoșan (wikt) - Șoimu (wikt) - Șoimușan (wikt) - Șoiom (wikt) - Șoit (wikt) - Șoitac (wikt) - Șoitan (wikt) - Șoitariu (wikt) - Șoitaru (wikt) - Șoitu (wikt) - Șola (wikt) - Șolcă (wikt) - Șoldan (wikt) - Șoldănescu (wikt) - Șoldea (wikt) - Șolderea (wikt) - Șoldoae (wikt) - Șoldu (wikt) - Șolduban (wikt) - Șolea (wikt) - Șoletecan (wikt) - Șoloc (wikt) - Șologon (wikt) - Șoloiu (wikt) - Șolonca (wikt) - Șoltescu (wikt) - Șoltoian (wikt) - Șoltoianu (wikt) - Șoltuz (wikt) - Șoltuzu (wikt) - Șom (wikt) - Șoman (wikt) - Șomâldoc (wikt) - Șomcuțan (wikt) - Șomcutean (wikt) - Șomcuteanu (wikt) - Șomfălean (wikt) - Șomfelean (wikt) - Șomîcu (wikt) - Șomîldoc (wikt) - Șomlea (wikt) - Șomodi (wikt) - Șomoiag (wikt) - Șomoldoc (wikt) - Șomoșcheș (wikt) - Șomplea (wikt) - Șomrac (wikt) - Șona (wikt) - Șonc (wikt) - Șonca (wikt) - Șoncău (wikt) - Șonchereche (wikt) - Șoncodi (wikt) - Șonda (wikt) - Șonea (wikt) - Șonean (wikt) - Șoneriu (wikt) - Șonguru (wikt) - Șonka (wikt) - Șonlea (wikt) - Șontea (wikt) - Șontelecan (wikt) - Șontică (wikt) - Șontropel (wikt) - Șonțu (wikt) - Șopa (wikt) - Șopan (wikt) - Șopandă (wikt) - Șopârlă (wikt) - Șopîlcă (wikt) - Șopîrlă (wikt) - Șoplea (wikt) - Șopotu (wikt) - Șopov (wikt) - Șopron (wikt) - Șoproncu (wikt) - Șoproni (wikt) - Șops (wikt) - Șopț (wikt) - Șoptăreanu (wikt) - Șoptea (wikt) - Șoptelea (wikt) - Șopterean (wikt) - Șoptereanu (wikt) - Șoptică (wikt) - Șoptirean (wikt) - Șopu (wikt) - Șora (wikt) - Șoran (wikt) - Șorândar (wikt) - Șorândaru (wikt) - Șorban (wikt) - Șorca (wikt) - Șorcă (wikt) - Șorcaru (wikt) - Șorcoată (wikt) - Șorcoi (wikt) - Șorcoiu (wikt) - Șorea (wikt) - Șorean (wikt) - Șoreanu (wikt) - Șorecău (wikt) - Șorega (wikt) - Șorenghea (wikt) - Șorescu (wikt) - Șorgot (wikt) - Șoric (wikt) - Șorică (wikt) - Șoricel (wikt) - Șorici (wikt) - Șoricică (wikt) - Șoricu (wikt) - Șoricuț (wikt) - Șorincă (wikt) - Șorincău (wikt) - Șorîngă (wikt) - Șorlea (wikt) - Șorlei (wikt) - Șoroagă (wikt) - Șorodoc (wikt) - Șorohan (wikt) - Șoroiu (wikt) - Șorop (wikt) - Șoroștinean (wikt) - Șortan (wikt) - Șoșa (wikt) - Șoșdean (wikt) - Șoșdeanu (wikt) - Șoșdian (wikt) - Șoșoacă (wikt) - Șoșoară (wikt) - Șoșoi (wikt) - Șoșu (wikt) - Șot (wikt) - Șotângeanu (wikt) - Șotâr (wikt) - Șotârcă (wikt) - Șotcan (wikt) - Șotelecan (wikt) - Șotilcă (wikt) - Șotîngă (wikt) - Șotir (wikt) - Șotircă (wikt) - Șotîrcă (wikt) - Șotoc (wikt) - Șotor (wikt) - Șotreanu (wikt) - Șotri (wikt) - Șotrin (wikt) - Șotrocan (wikt) - Șotropa (wikt) - Șotu (wikt) - Șoucaliuc (wikt) - Șova (wikt) - Șovagău (wikt) - Șovăială (wikt) - Șovăilă (wikt) - Șovăilescu (wikt) - Șovan (wikt) - Șovar (wikt) - Șovăr (wikt) - Șovărel (wikt) - Șovari (wikt) - Șovăroiu (wikt) - Șovea (wikt) - Șover (wikt) - Șovîrlean (wikt) - Șovoială (wikt) - Șovoiu (wikt) - Șovre (wikt) - Șovrea (wikt) - Șovu (wikt) | Șp - Șpac (wikt) - Șpaimoc (wikt) - Șpaiuc (wikt) - Șpaler (wikt) - Șpan (wikt) - Șpaniuc (wikt) - Șpânu (wikt) - Șperdea (wikt) - Șperle (wikt) - Șperlea (wikt) - Șpilca (wikt) - Șpolac (wikt) | Șr - Șrof (wikt) | Șt - Ștaier (wikt) - Ștamp (wikt) - Ștanea (wikt) - Șteanță (wikt) - Șteau (wikt) - Ștef (wikt) - Ștefa (wikt) - Ștefan (wikt) - Ștefana (wikt) - Ștefănache (wikt) - Ștefănaș (wikt) - Ștefanca (wikt) - Ștefanciuc (wikt) - Ștefanco (wikt) - Ștefancu (wikt) - Ștefănel (wikt) - Ștefănescu (wikt) - Ștefani (wikt) - Ștefania (wikt) - Ștefănică (wikt) - Ștefănie (wikt) - Ștefănigă (wikt) - Ștefănița (wikt) - Ștefăniță (wikt) - Ștefaniu (wikt) - Ștefăniu (wikt) - Ștefăniuc (wikt) - Ștefănoaia (wikt) - Ștefănoaiea (wikt) - Ștefănoiu (wikt) - Ștefanov (wikt) - Ștefanovici (wikt) - Ștefanschi (wikt) - Ștefanu (wikt) - Ștefănucă (wikt) - Ștefănuț (wikt) - Ștefănuță (wikt) - Ștefănuți (wikt) - Ștefănuțiu (wikt) - Ștefaroi (wikt) - Ștefăroi (wikt) - Ștefârța (wikt) - Ștefea (wikt) - Ștefenel (wikt) - Ștefi (wikt) - Ștefîrcă (wikt) - Ștefîrță (wikt) - Ștefiuc (wikt) - Șteflea (wikt) - Ștefoane (wikt) - Ștefoi (wikt) - Ștefoiu (wikt) - Ștefoni (wikt) - Ștefonie (wikt) - Ștefu (wikt) - Ștefulescu (wikt) - Ștefurac (wikt) - Ștefureac (wikt) - Ștefurec (wikt) - Ștefuț (wikt) - Ștehu (wikt) - Șteican (wikt) - Șteici (wikt) - Șteliac (wikt) - Ștempel (wikt) - Șteolea (wikt) - Șteoleacă (wikt) - Șteopan (wikt) - Șteopoaie (wikt) - Șter (wikt) - Șterfenitu (wikt) - Ștergărel (wikt) - Ștersu (wikt) - Ștescu (wikt) - Șteț (wikt) - Șteța (wikt) - Ștețca (wikt) - Ștețco (wikt) - Ștețcu (wikt) - Șteți (wikt) - Ștețiu (wikt) - Ștețu (wikt) - Ștevie (wikt) - Ștevin (wikt) - Ștevoiu (wikt) - Știbru (wikt) - Știfii (wikt) - Știfiuc (wikt) - Știlea (wikt) - Știliuc (wikt) - Știoclei (wikt) - Știoiu (wikt) - Știolnă (wikt) - Știop (wikt) - Știopei (wikt) - Știopu (wikt) - Știr (wikt) - Știrb (wikt) - Știrban (wikt) - Știrbăț (wikt) - Știrbe (wikt) - Știrbei (wikt) - Știrbescu (wikt) - Știrbeț (wikt) - Știrbețiu (wikt) - Știrboiu (wikt) - Știrbu (wikt) - Știrbulescu (wikt) - Ștîrcă (wikt) - Știrean (wikt) - Știreanu (wikt) - Știrel (wikt) - Știrii (wikt) - Știriuc (wikt) - Știru (wikt) - Știolică (wikt) - Știubac (wikt) - Știube (wikt) - Știubea (wikt) - Știubei (wikt) - Știubianu (wikt) - Știucă (wikt) - Știucan (wikt) - Știuculeanu (wikt) - Știufliuc (wikt) - Știuj (wikt) - Știuler (wikt) - Știuliuc (wikt) - Știurcă (wikt) - Știuriuc (wikt) - Știzar (wikt) - Ștofor (wikt) - Ștog (wikt) - Ștolea (wikt) - Ștoleac (wikt) - Ștolf (wikt) - Ștolică (wikt) - Ștraț (wikt) - Ștrăuț (wikt) - Ștreang (wikt) - Ștreangă (wikt) - Ștreng (wikt) - Ștrengar (wikt) - Ștrengaru (wikt) - Ștribeț (wikt) - Ștubeianu (wikt) - Ștucu (wikt) - Ștuliuc (wikt) - Ștumcu (wikt) | Șu - Șuar (wikt) - Șuba (wikt) - Șubă (wikt) - Șuban (wikt) - Șubășeanu (wikt) - Șubașu (wikt) - Șubău (wikt) - Șubea (wikt) - Șubert (wikt) - Șuboni (wikt) - Șubran (wikt) - Șubredu (wikt) - Șubrescu (wikt) - Șubu (wikt) - Șubulică (wikt) - Șuc (wikt) - Șucă (wikt) - Șucan (wikt) - Șuchea (wikt) - Șucheană (wikt) - Șucu (wikt) - Șucuri (wikt) - Șufană (wikt) - Șufariu (wikt) - Șufaru (wikt) - Șugar (wikt) - Șugu (wikt) - Șugubete (wikt) - Șugureanu (wikt) - Șuhaida (wikt) - Șuhan (wikt) - Șuhane (wikt) - Șuhani (wikt) - Șuian (wikt) - Șuibea (wikt) - Șuică (wikt) - Șuilea (wikt) - Șuiu (wikt) - Șulan (wikt) - Șularea (wikt) - Șulăria (wikt) - Șuldac (wikt) - Șule (wikt) - Șulea (wikt) - Șuleac (wikt) - Șulean (wikt) - Șulei (wikt) - Șuler (wikt) - Șuleriu (wikt) - Șuli (wikt) - Șulic (wikt) - Șulinca (wikt) - Șuliuc (wikt) - Șulma (wikt) - Șulț (wikt) - Șulumberchean (wikt) - Șulumberchian (wikt) - Șuluțiu (wikt) - Șumălan (wikt) - Șuman (wikt) - Șumăndan (wikt) - Șumandea (wikt) - Șumanțu (wikt) - Șumăr (wikt) - Șumblea (wikt) - Șumlea (wikt) - Șumudică (wikt) - Șumunschi (wikt) - Șună (wikt) - Șunda (wikt) - Șunea (wikt) - Șunei (wikt) - Șunel (wikt) - Șunguru (wikt) - Șupeală (wikt) - Șura (wikt) - Șurani (wikt) - Șurariu (wikt) - Șuraru (wikt) - Șuravle (wikt) - Șurcă (wikt) - Șurcu (wikt) - Șurean (wikt) - Șurghe (wikt) - Șurianu (wikt) - Șurlă (wikt) - Șurlaru (wikt) - Șurlea (wikt) - Șurleac (wikt) - Șurlin (wikt) - Șurpanu (wikt) - Șurtea (wikt) - Șurubariu (wikt) - Șurubaru (wikt) - Șuruianu (wikt) - Șurup (wikt) - Șușailu (wikt) - Șușală (wikt) - Șușan (wikt) - Șușară (wikt) - Șușca (wikt) - Șuseanu (wikt) - Șuși (wikt) - Șușma (wikt) - Șușman (wikt) - Șușnea (wikt) - Șușnescu (wikt) - Șușoi (wikt) - Șușorcă (wikt) - Șuștac (wikt) - Șustăr (wikt) - Șuster (wikt) - Șușter (wikt) - Șustră (wikt) - Șuștrean (wikt) - Șuștreanu (wikt) - Șușu (wikt) - Șușuman (wikt) - Șuț (wikt) - Șuta (wikt) - Șuță (wikt) - Șutac (wikt) - Șutacu (wikt) - Șuțan (wikt) - Șutea (wikt) - Șutean (wikt) - Șutei (wikt) - Șutelcă (wikt) - Șutescu (wikt) - Șuteu (wikt) - Șutic (wikt) - Șutîi (wikt) - Șutilă (wikt) - Șutoi (wikt) - Șutru (wikt) - Șuțu (wikt) - Șuvac (wikt) - Șuvagău (wikt) - Șuvăgău (wikt) - Șuvăială (wikt) - Șuvăianțu (wikt) - Șuvăilă (wikt) - Șuvaina (wikt) - Șuvar (wikt) - Șuveg (wikt) - Șuvelea (wikt) - Șuveț (wikt) - Șuveți (wikt) - Șuvoială (wikt) | Șv - Șvab (wikt) - Șvaia (wikt) - Șvanțaru (wikt) - Șvartz (wikt) - Șveica (wikt) - Șveț (wikt) |